# Dufourea viridescens
Dufourea viridescens là một loài Hymenoptera trong họ Halictidae. Loài này được Crawford mô tả khoa học năm 1916.